# Soesilarishius
Soesilarishius là một chi nhện trong họ Salticidae.

## Các loài
Theo The World Spider Catalog 13.5:
- Soesilarishius albipes Ruiz, 2011
- Soesilarishius amrishi Makhan, 2007
- Soesilarishius aurifrons (Taczanowski, 1878)
- Soesilarishius crispiventer Ruiz, 2011
- Soesilarishius cymbialis Ruiz, 2011
- Soesilarishius dromedarius Ruiz, 2011
- Soesilarishius lunatus Ruiz, 2011
- Soesilarishius micaceus Zhang & Maddison, 2012
- Soesilarishius minimus Ruiz, 2011
- Soesilarishius ruizi Zhang & Maddison, 2012
- Soesilarishius spinipes Ruiz, 2011